# Mount McGhee
Mount McGhee ist ein Berg im ostantarktischen Enderbyland. Er ragt 6 km südlich des Mount Smethurst auf.
Luftaufnahmen der Australian National Antarctic Research Expeditions aus dem Jahr 1957 dienten seiner Kartierung. Das Antarctic Names Committee of Australia benannte ihn nach John McGhee (* 1935), Dieselaggregatmechaniker und Fahrer auf der Wilkes-Station im Jahr 1961.